# Eumorpha excessus
Eumorpha excessus är en fjärilsart som beskrevs av Gehlen. 1926. Eumorpha excessus ingår i släktet Eumorpha och familjen svärmare. Inga underarter finns listade i Catalogue of Life.